# 新竹市議會第十一屆議員列表
新竹市議會第十一屆議員由中華民國20歲以上之設籍新竹市市民於2022年11月26日公民直選選出，任期四年，無連任次數之限制。

## 選區
本屆新竹市議員選舉劃分為6個選區，應選34席，各選區議員席次分配如下：
- 第一選區（市議員東區，應選12席）：東區東門聯里、東勢聯里、埔頂聯里、建功聯里
- 第二選區（市議員南區，應選4席）：東區竹蓮聯里、南門聯里
- 第三選區（市議員西區，應選2席）：北區西門聯里、客雅聯里
- 第四選區（市議員北區，應選9席）：北區士林聯里、湳雅聯里、北門聯里、南寮聯里
- 第五選區（6席）：香山區
- 第六選區（1席）：平地原住民

## 名單
| 選區     | 政黨                   | 姓名   | 備註 |
| -------- | ---------------------- | ------ | --- |
| 第一選區 | 民主進步黨             | 鄭美娟 | |
| 第一選區 | 民主進步黨             | 劉彥伶 | |
| 第一選區 | 臺灣民眾黨             | 宋品瑩 | 加入新聯線政團運作。 |
| 第一選區 | 民主進步黨             | 曾資程 | |
| 第一選區 | 中國國民黨             | 黃文政 | |
| 第一選區 | 時代力量               | 蔡惠婷 | |
| 第一選區 | 中國國民黨             | 余邦彥 | 副議長；擁有國民黨黨籍，在2022年選舉以無黨籍身份登記參選，後按照市議會組織自治條例規定，參與創設民眾黨與無黨籍的新政團，新聯線政團。 |
| 第一選區 | 中國國民黨             | 張祖琰 | |
| 第一選區 | 中國國民黨             | 段孝芳 | |
| 第一選區 | 臺灣民眾黨             | 李國璋 | 加入新聯線政團運作。 |
| 第一選區 | 台灣綠黨→ · 民主進步黨 | 劉崇顯 | 2024年3月30日退出台灣綠黨，之後在2024年5月26日加入民進黨。                                                                           |
| 第一選區 | 中國國民黨             | 鍾淑英 | |
| 第二選區 | 民主進步黨             | 施乃如 | |
| 第二選區 | 中國國民黨             | 許修睿 | 議長 |
| 第二選區 | 無黨籍                 | 田雅芳 | |
| 第二選區 | 中國國民黨             | 徐美惠 | |
| 第三選區 | 民主進步黨             | 陳建名 | |
| 第三選區 | 中國國民黨             | 陳治雄 | |
| 第四選區 | 中國國民黨             | 吳旭豐 | |
| 第四選區 | 民主進步黨             | 劉康彥 | |
| 第四選區 | 民主進步黨             | 楊玲宜 | |
| 第四選區 | 時代力量               | 林彥甫 | |
| 第四選區 | 中國國民黨             | 黃美慧 | |
| 第四選區 | 中國國民黨             | 蕭志潔 | |
| 第四選區 | 無黨籍                 | 孫鍚洲 | 加入新聯線政團運作。 |
| 第四選區 | 無黨籍                 | 彭昆耀 | 2023年4月加入國民黨團運作。 |
| 第四選區 | 無黨籍                 | 鄭慶欽 | 加入新聯線政團運作。 |
| 第五選區 | 民主進步黨             | 林盈徹 | |
| 第五選區 | 中國國民黨             | 陳啓源 | 擁有國民黨黨籍，在2022年選舉以無黨籍身份登記參選，後按照市議會組織自治條例規定，參與創設民眾黨與無黨籍的新政團，新聯線政團。         |
| 第五選區 | 無黨籍                 | 吳國寶 | |
| 第五選區 | 時代力量               | 廖子齊 | |
| 第五選區 | 中國國民黨             | 陳慶齡 | |
| 第五選區 | 中國國民黨             | 鄭成光 | 擁有國民黨黨籍，在2022年選舉以無黨籍身份登記參選，2023年4月加入國民黨團運作。                                                        |
| 第六選區 | 中國國民黨→ · 無黨籍   | 林慈愛 | 加入新聯線政團運作。 |

## 政黨席次
- 中國國民黨：14席
- 民主進步黨：9席
- 時代力量：3席
- 臺灣民眾黨：2席
- 無黨籍：6席